# Кабальеро, Дения
Дения Кабальеро Понсе (род. 13 января 1990, Кайбарьен, Вилья-Клара) — кубинская метательница диска, бронзовый призёр Олимпийских игр 2016 года, чемпионка мира 2015 года, чемпионка Панамериканских игр 2015 года.

## Достижения
| Год  | Соревнование                  | Город          | Место | Результат |
| ---- | ----------------------------- | -------------- | ----- | --------- |
| 2011 | Чемпионат Центральной Америки | Маягуэс        | 1     | 62,06     |
| 2011 | Чемпионат мира                | Тэгу           | 9-е   | 60,73     |
| 2011 | Панамериканские игры          | Гвадалахара    | 3     | 58,63     |
| 2012 | Олимпийские игры              | Лондон         | 27-е  | 58,78     |
| 2013 | Чемпионат мира                | Москва         | 8-е   | 62,80     |
| 2015 | Чемпионат мира                | Пекин          | 1     | 69,28     |
| 2016 | Летние Олимпийские игры       | Рио-де-Жанейро | 3     | 65,34     |

### Бриллиантовая лига
- Golden Gala 2015 — 61,25 (9-е место)[2]
- Athletissima 2015 — 66,04 (3-е место)[3]
- Bislett Games 2014 — 64,89 (3-е место)[4]
- Meeting Areva 2014 — 63,29 (5-е место)[5]